# Daubière

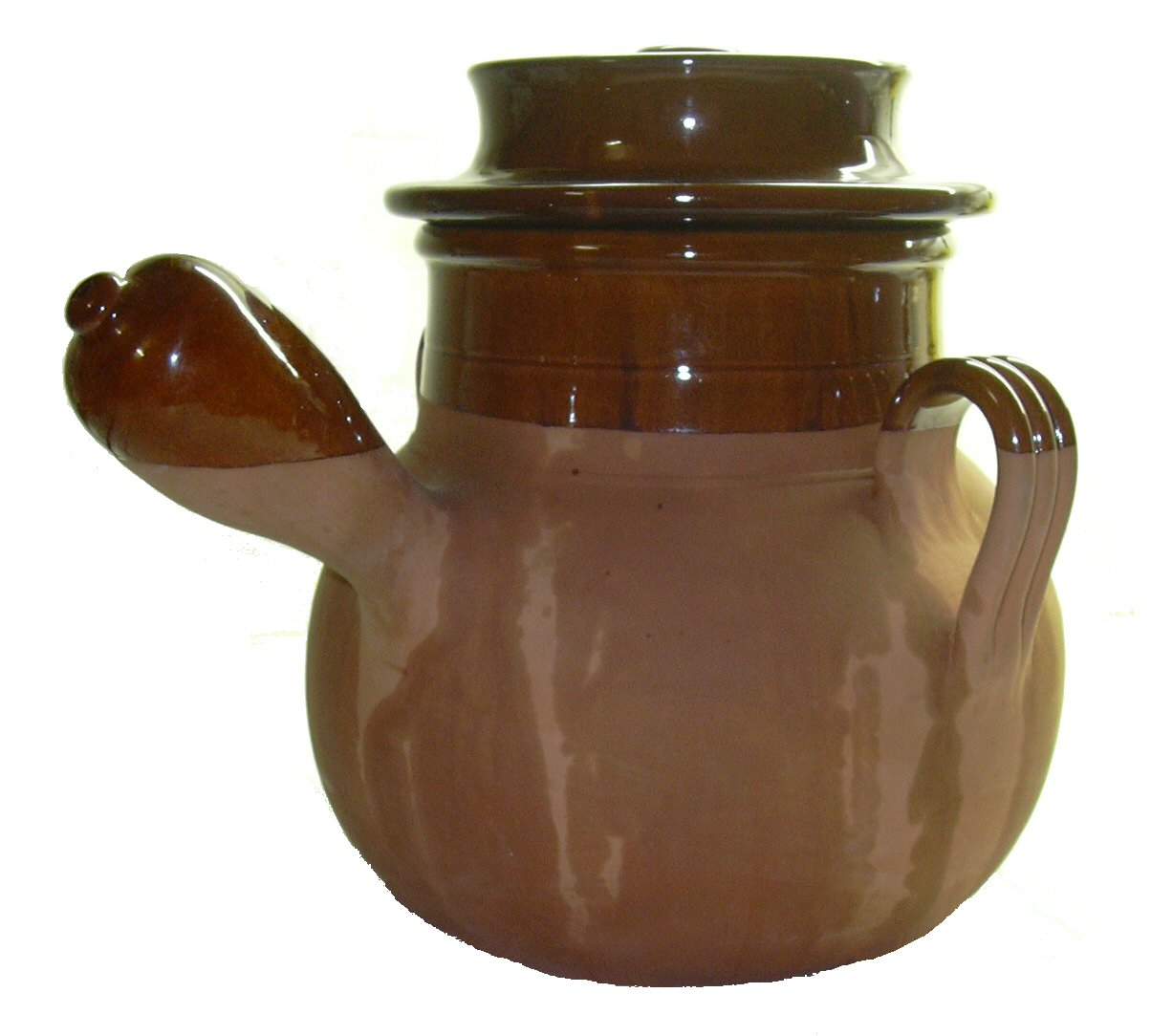
Daubière dite café

Une daubière est un récipient en terre cuite pour la cuisson au feu de bois sur le potager ; à l'origine, elle servait à préparer la daube, plat traditionnel de Provence.

## Présentation
Il existe plusieurs formes et coloris, selon les habitudes locales (rondes, ovales, plus ou moins hautes), mais elle comporte toujours un couvercle, pour pouvoir effectuer une cuisson à l'étouffée. Elle comporte deux poignées en anse de seau et un petit orifice d'évacuation de vapeur, situé soit sur le couvercle soit sur un manchon. Voir aussi cassole.